# Mammillaria carnea
Mammillaria carnea là một loài thực vật có hoa trong họ Cactaceae. Loài này được Zucc. ex Pfeiff. mô tả khoa học đầu tiên năm 1837.

## Hình ảnh

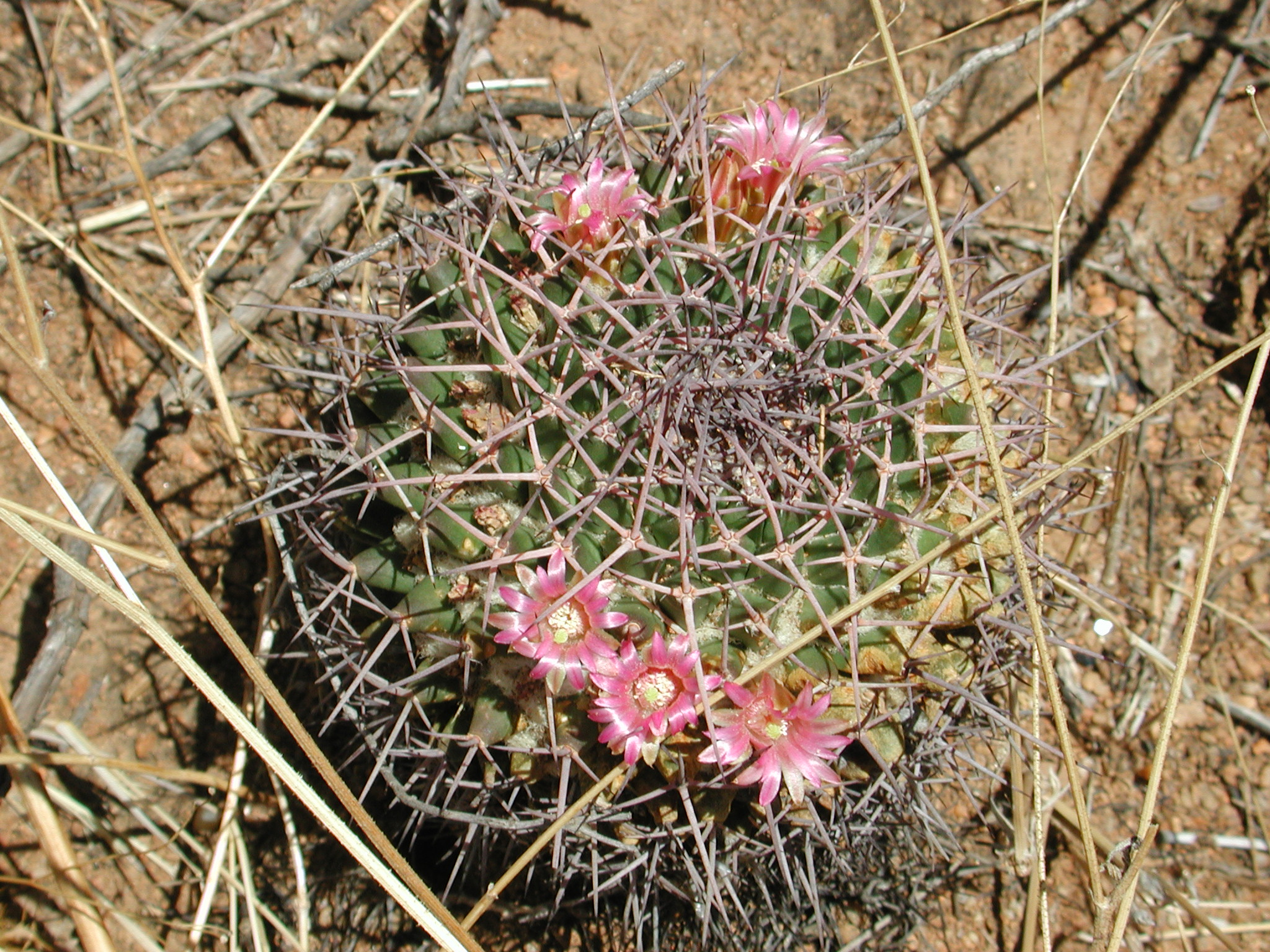
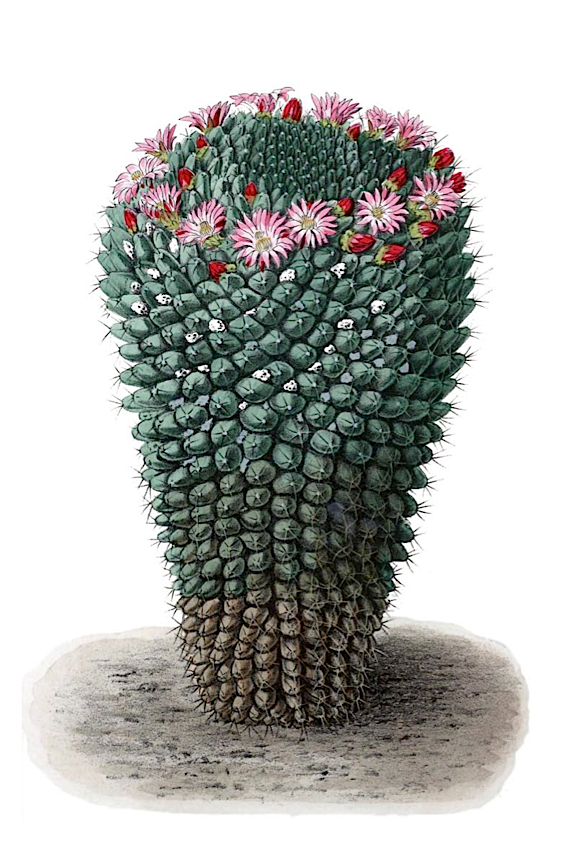
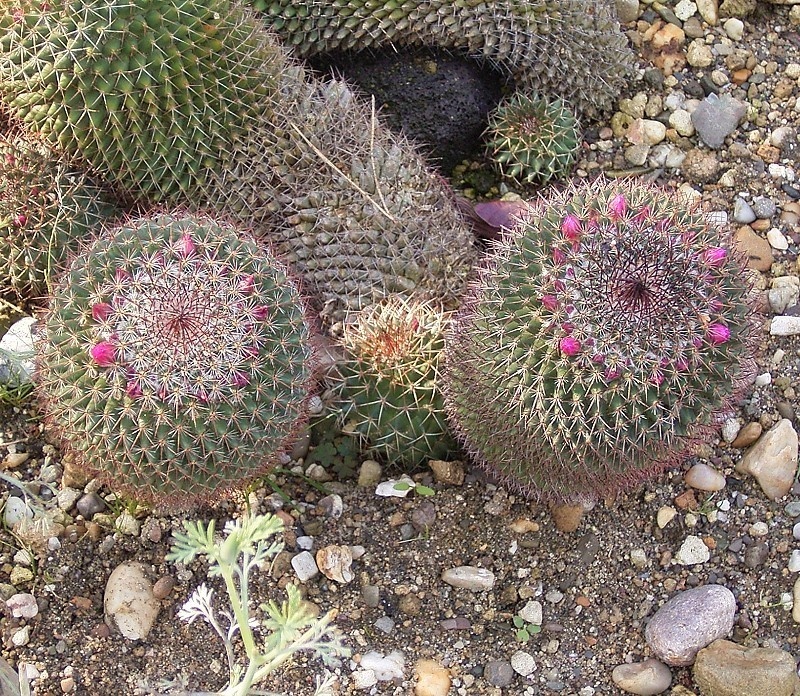